# 콘라트 1세 (오세르)
콘라트 1세(Conrad I, 800년경 - 864년/876년 3월 22일 또는 2월 16일/9월 21일 사망)는 프랑크 왕국의 유력 귀족으로, 벨프 왕가의 시조인 구엘프 1세의 아들이었다. 프랑크 왕 경건왕 루트비히의 후처인 바이에른의 유디트, 동프랑크 왕국의 군주 독일인 루트비히의 왕비 바이에른의 엠므의 친정오라비였다. 대머리 카를 2세의 외삼촌이며, 독일인 루트비히의 세 아들 카를로만, 청년 루트비히 3세, 뚱보 카를의 외삼촌이었다. 또한 경건왕 루트비히의 다른 아들 로타르 1세는 동서간이었다.
859년부터 862년/864년 무렵까지 아르가우, 오세르의 백작이며 콘스탄스 호수 주변 지역의 영주였다. 또한 파리의 영주였으며 오세르의 생 제르맹 대수도원장이었다. 그는 9세기 중반 프랑크 왕국의 혼란기에 하부르고뉴에서 자립한 루돌프 가문의 선조이기도 하다. 별칭은 콘라트 1세 노인공(Conrad I the Elder)이다.

## 생애

### 가계 배경
아르토르프의 백작 구엘프 1세와 작센 귀족 이산베르트(Isanbert)와 테오드라다(Theodrada)의 딸 작센의 헤드비가의 아들이었다. 콘라트의 외할머니 테오드라다는 카롤루스 마르텔의 서자로 카롤루스 대제의 이복 삼촌이자 카롤루스 대제의 관료였던 베른하르트의 딸이었다.
그는 바이에른계열 벨프 왕가의 초기 구성원 중 한 명이었고, 그의 누이 바이에른의 유디트는 프랑크 왕국의 왕이자 카롤링거 제국의 황제 경건왕 루트비히의 두 번째 황후가 되었다. 이후 그는 경건왕 루트비히의 가까운 측근의 한 사람이 된다. 또한 다른 누이 바이에른의 엠므는 동프랑크 왕국의 군주 독일인 루트비히에게 시집갔다.
투르백작 위그(Hugh of Tours)와 아바(Ava)의 딸 투르의 아델하이트와 결혼했는데, 투르의 아델하이트의 자매인 투르의 이르멘가르트는 경건왕 루트비히의 아들 중프랑크의 왕 로타르 1세의 왕비였다.

### 루트비히 경건왕의 측근
828년 바이에른의 유디트와 황제 경건왕 루트비히의 결혼 후, 829년 콘라트와 그의 형 루돌프는 툴루즈의 베른하르트 1세 대신 제국 황실의 시종관에 임명되고, 이들은 바로 경력을 쌓기 시작하였다. 830년 노빌리시스무스(Nobilissimus)와 알레만니아 공작에 임명되었다. 그러나 830년 콘라트와 루돌프는 툴루즈의 베른하르트가 바이에른의 유디트를 체포하여 감금당한 뒤, 함께 체포되었다. 베른하르트에 의해 콘라트와 형 루돌프는 아키텐의 피핀 1세에게 포로로 보내졌다. 경건왕 루트비히의 복귀 후 석방되었다.
833년에서 834년 무렵 바이에른의 유디트가 폐위당하고 수도원에 감금당할 때 그도 감금당했지만, 그의 일가는 상부슈바벤 지역에서 강력한 지위를 얻게 된다. 834년 경건왕 루트비히가 로타르 1세를 물리치고 기적적으로 복귀하면서 바이에른의 유디트도 토르토나에서 되돌아올 수 있었다. 이후 몇년 간 그는 파리 백작이라는 직함으로 활동했다. 839년부터 849년까지는 아르가우의 그라프로 재직했다. 839년 알프가우 백작이 되었다.
842년 로타르 1세는 독일인 루트비히, 대머리 카를과 협상할 사절단의 한 사람으로 콘라트를 파견하였다. 콘라트 외에도 로타르 1세가 파견한 사절단 중에는 바이에른의 유디트의 가신이자 로타르 1세의 왕비 투르의 이르멘가르트의 삼촌 아달하르트, 백작 코보(Cobbo) 등이 있었다. 그의 일가는 프랑크 왕국이 분할될 때 동프랑크 왕국의  독일인 루트비히의 편에 섰고, 독일인 루트비히의 고문이 되었다.

### 베르덩 조약 이후
844년 독일인 루트비히로부터 린츠가우 백작에 임명되었고, 콘스탄스 호수 주변의 영지를 하사받았다. 849년 대머리 카를이 그를 파리 백작에 임명되었다. 그러나 그는 독일인 루트비히의 주요 자문관으로 남아있었다.
그러나 858년에 독일인 루트비히와 대머리 카를 사이에 분쟁이 발생했을 때, 콘라트와 그의 아내 투르의 아델하이트 및 아들 위그와 콘라트 2세, 콘라트의 형 상스의 루돌프의 아들 콘라트 등은 주군인 독일인 루트비히를 버리고 서프랑크 왕국의 대머리 카를에게로 갔다. 대머리 카를은 바이에른의 유디트의 아들이었다.
대머리 카를은 그들에게 관대한 혜택을 주었고, 대머리 카를은 콘라트에게 많은 지역의 백작직에 임명하였다. 858년에 그는 아르가우, 파리 백작에 임명되었고, 오세르 백작 및 오세르의 생제르맹 대수도원과 생 갈 수도원의 원장직에 임명되었다. 그가 오세르 백작에 임명된 것은 후일 그의 후손들이 프랑크 왕국의 혼란기 때 부르고뉴에서 자립하게 된 밑천이 되었다. 한편 독일 독일인 루트비히는 859년 바이에른과 알레만니아에 있던 콘라트의 영지와 재산을 모두 압수해버린다.
860년 6월에 콘라트는 대머리 카를과 독일인 루트비히가 로타링기아의 왕 로타르 2세를 만나는 것을 목격하였다.
861년 4월 1일 독일인 루트비히는 그의 린츠가우 영지를 그리모알드라는 이름의 귀족에게 하사하였다.
862년 혹은 866년 그는 아들 우고에게는 네우스트리아를, 콘라트에게는 오세르와 부르고뉴를, 다른 아들 구엘프에게는 아르가우 영지를 각각 분할해주고 은퇴했다 한다. 사망 시점은 다소 불분명하여 864년 혹은 866년 3월 22일 또는 2월 16일/9월 21일에 사망하였다. 일설에는 876년까지도 생존해 있었다 한다.

### 사후
그의 영지 중 형 루돌프의 아들 콘라트는 파리백작직을, 아들 콘라트 2세는 오세르백작, 하부르군트공작직을 계승했지만 곧 대머리 카를에 의해 작위와 영지는 모두 압수되었다.

## 가족 관계
- 아버지 구엘프 1세
- 어머니 작센의 헤드비가
  - 누이 바이에른의 유디트, 프랑크의 왕이자 황제 루도비쿠스 1세 피우스의 계비, 대머리 카를의 어머니
  - 누이 바이에른의 엠므, 동프랑크의 왕 루도비쿠스 2세 게르마니쿠스의 왕비, 카를로만, 소 루트비히, 비만왕 카를의 어머니
- 부인 투르의 아델하이트(862년 사망), 로타르 1세의 처 이르멘가르트의 여동생
  - 아들 구엘프 2세(876년 사망), 린츠가우 및 알프가우의 백작, 콘라트의 형제 루돌프의 아들이라는 설도 있다.
  - 아들 부르고뉴의 콘라트 2세(830년 - 886년), 오세르와 부르군트의 백작
  - 아들 위그(830년경 - 886년 5월 12일)
  - 아들 루돌프(864년 이전 사망)
  - 딸 유디트, 오를레앙의 오도[3]의 손자인 네우스트리아의 오도와 결혼
  - 딸 엠마, 로베르 르 포르와 결혼

## 같이 보기
- 구엘프 1세
- 바이에른의 유디트
- 바이에른의 엠므
- 베르덩 조약

## 참고 자료
- he Annals of Fulda. (Manchester Medieval series, Ninth-Century Histories, Volume II.) Reuter, Timothy (trans.) Manchester: Manchester University Press, 1992.
- Johann Gottfried Eichhorn: Urgeschichte des erlauchten Hauses der Welfen, Brüder Hahn, Hannover 1816.
- Bernd Schneidmüller: Die Welfen: Herrschaft und Erinnerung (819-1252), Kohlhammer, Stuttgart 2000, ISBN 3-17-014999-7

| 전임 카롤루스 2세 칼부스 | 알레만니아의 공작 830년 | 후임 카롤루스 2세 칼부스 |

| 전임 리우트하르트 2세 | 파리 백작 850년-864년 | 후임 콘라트 2세 |